# ورزشگاه ریموند کوپا
ورزشگاه ریموند کوپا (فرانسوی: Stade Raymond Kopa‎) یک ورزشگاه فوتبال در شهر آنژه، فرانسه است.
این ورزشگاه که در سال ۱۹۱۲ تأسیس شده دارای ۱۷٬۸۳۵ نفر ظفیت است و ورزشگاه خانگی باشگاه فوتبال آنژه است.